# Hrvatska nogometna reprezentacija do 20 godina
Hrvatska nogometna reprezentacija za igrače do 20 godina starosti (U-20) se natječe od 1994. godine. Pod organizacijom je Hrvatskog nogometnog saveza.
Trenutačni izbornik je Ognjen Vukojević.
Reprezentacija je do svibnja 2013. odigrala ukupno 83 službene utakmice, ostvarivši 45 pobjeda, 16 neriješenih rezultata i 22 poraza, uz gol-razliku 159:101.

## Uspjesi
- Svjetsko prvenstvo u nogometu za igrače do 20 godina - Nigerija 1999. - osmina finala i nagrada za fair-play
- Svjetsko prvenstvo u nogometu za igrače do 20 godina - Kolumbija 2011. - skupina (plasman na SP izborili su kao polufinalisti Europskog prvenstva u nogometu za igrače do 19 godina u Francuskoj 2010.)
- Svjetsko prvenstvo u nogometu za igrače do 20 godina - Turska 2013. - lipanj/srpanj 2013. (plasman izborili dobrim rezultatom na Europskom prvenstva u nogometu za igrače do 19 godina u Estoniji 2012.)

## Rekordi
| - - Najviše nastupa: - Alen Maras (14) - Igor Koretić (12) - Drago Papa (11) - Vedran Ješe (11) - Antonio Jakoliš (10) - Siniša Linić (10) - Domagoj Vida (10) - Frano Mlinar (9) - Marijan Buljat (9) - Filip Ozobić (9) |  | - - Najbolji strijelci: - Ahmad Sharbini (7) - Domagoj Abramović (6) - Silvio Marić (5) - Saša Bjelanović (4) - Zvonimir Deranja (4) - Danijel Popović (4) - Tomislav Bušić (3) - Marin Mikac (3) - Marcelo Brozović (3) - Leonardo Barnjak (3) - Ivan Begović (3) |

## Vanjske poveznice
- Službene stranice HNS-a